# Dinastías (programa de televisión)
Dinastías es un programa de televisión presentado por Joaquín Prat, producido por Tesseo Producciones para Mediaset España y su emisión en Telecinco. Se estrenó el 24 de agosto de 2024.

## Formato
Dinastías aborda la historia de algunas de las sagas más famosas del país, repasando sus logros y momentos más significativos que permanecen aún en la memoria colectiva y mostrando cómo eventos pasados vuelven a ser relevantes en el presente.
Tras la emisión de cada uno de los bloques del documental, el periodista y presentador Joaquín Prat lidera un debate formado por un nutrido plantel de colaboradores. 

## Equipo
- Producción: Tesseo Producciones

### Presentador
| Joaquín Prat | Periodista y presentador |  |

### Colaboradores
| Angélica Rubio     | Periodista |  |
| Antonio Montero    | Periodista |  |
| Esther Esteban     | Periodista |  |
| Javier Gállego     | Periodista |  |
| Juan Luis Galiacho | Periodista |  |
| Teresa Bueyes      | Abogada    |  |

## Episodios
| Temporada | Temporada | Episodios | Estreno              | Final                | Audiencia media | Audiencia media |
| Temporada | Temporada | Episodios | Estreno              | Final                | Espectadores    | Cuota           |
| --------- | --------- | --------- | -------------------- | -------------------- | --------------- | --------------- |
|           | 1         | 2         | 24 de agosto de 2024 | 31 de agosto de 2024 | 485 000         | 7,3%            |

### Temporada 1 (2024)
| N.º (Prog.) | Familia protagonista  | Fecha de emisión     | Audiencia      |
| ----------- | --------------------- | -------------------- | -------------- |
| 1           | «La saga Ruiz-Mateos» | 24 de agosto de 2024 | 485 000 (6,9%) |
| 2           | «La casa de Alba»     | 31 de agosto de 2024 | 485 000 (7,6%) |